# Juliusz Osterwa

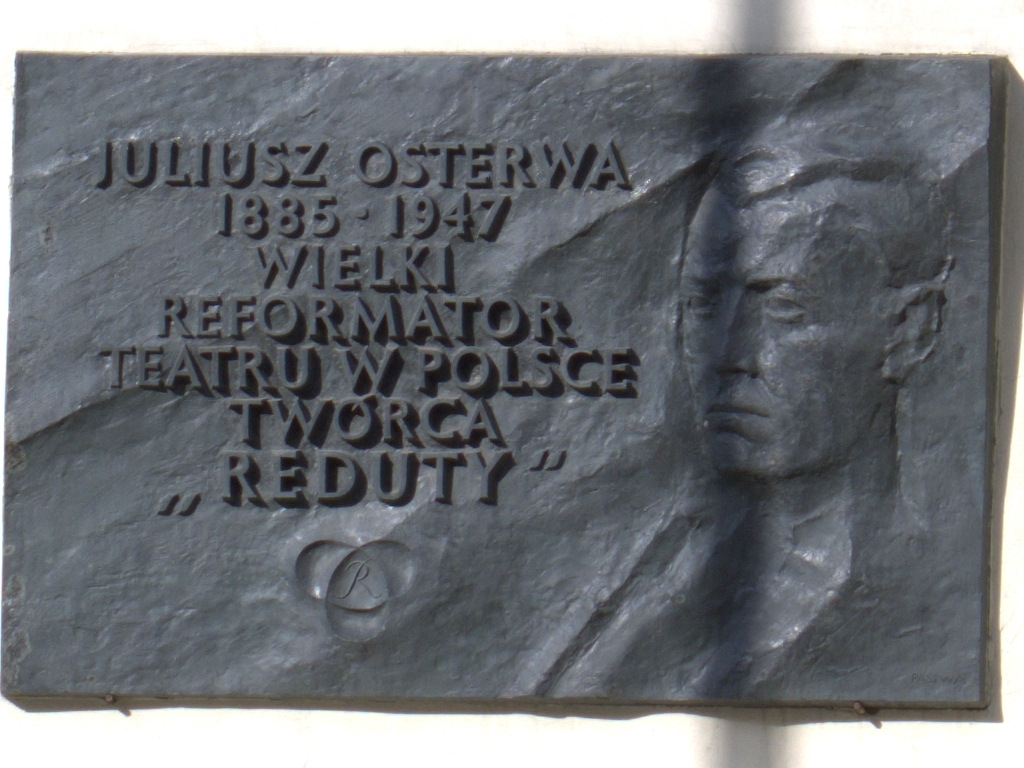
Placă comemorativă la Varșovia

Juliusz Osterwa, născut ca Julian Andrzej Maluszek (n. 23 iunie 1885, Cracovia, Austro-Ungaria – d. 10 mai 1947, Varșovia, Polonia), a fost un renumit actor polonez, regizor de teatru și teoretician al artei care a fost activ în perioada interbelică. A fost francmason. Este considerat unul dintre cei mai mari actori și regizori de teatru polonezi din istorie.
A fost fondatorul Teatrului Reduta, împreună cu Mieczysław Limanowski⁠(it)[traduceți]. Reduta a fost primul teatru experimental din Varșovia după restabilirea independenței de către Polonia la sfârșitul Primului Război Mondial. Osterwa și-a început cariera la Varșovia la vârsta de 33 de ani, unde a pus în scenă lucrările unor dramaturgi importanți ai Poloniei, printre care Juliusz Słowacki, Stanisław Wyspiański, Stefan Żeromski, Jerzy Szaniawski, Kazimierz Przerwa-Tetmajer și Cyprian Norwid.

## Carieră
Osterwa și-a început cariera în teatru în 1904 la Cracovia, la Teatrul Ludowy care a fost condus de actorul Stefan Jaracz în timpul Împărțirii Poloniei.  A cântat la cabaretul literar Zielony Balonik din Cracovia. Osterwa a călătorit mult în anii 1920 cu actorii săi de la Reduta. În doar 900 de zile, au jucat de peste 1.500 de ori în 173 de orașe poloneze. În 1925, Teatrul Reduta a vizitat Letonia. În 1931, Osterwa s-a stabilit la Varșovia și, un an mai târziu, a lucrat ca regizor la marele teatru Juliusz Słowacki din Cracovia. A revenit în turnee  prin țară cu teatrul Reduta în 1935. După invazia Poloniei din 1939 de către Germania Nazistă și Uniunea Sovietică, Osterwa a activat în învățământul subteran, dar a fost și foarte bolnav.
A fost prieten cu actorul Stefan Jaracz încă din tinerețe. Au lucrat împreună în teatrele din Cracovia și Poznań. Au împărțit chiar și un apartament. Regizorul Osterwa l-a invitat pe Jaracz la ansamblul Reduta, iar ulterior și la Teatrul Național. Colaborarea cu Jaracz s-a dovedit adesea a fi supărătoare din cauza alcoolismului, lucru pe care l-a recunoscut cu regret în ultimele sale scrieri din anii 1940. 
În septembrie 1939, a pierdut sediul teatrului Reduta, distrus în timpul asediului de la Varșovia, și propriul apartament, astfel s-a mutat la Cracovia, unde a supraviețuit întregii perioade a ocupației germane. La Cracovia  a colaborat cu organizația politică și militară subterană Unia. Juliusz Osterwa a dat lecții de pronunție în seminariile din Cracovia.
După al Doilea Război Mondial, a colaborat cu Teatrul Polonez din Varșovia și Teatr im. Juliusz Słowacki în Cracovia. A fost rectorul Școlii de Teatru de Stat din Cracovia.
A jucat ca actor de teatru ultima dată în 1946, după preluarea sovietică a Poloniei, în rolul principal din piesa Fanatazy a lui Juliusz Słowacki, în teatrul său din Cracovia. A murit un an mai târziu la Varșovia.
Teatrul din Lublin de pe strada Narutowicza poartă numele lui Juliusz Osterwa (în poloneză Teatr im. Juliusza Osterwy).

## Premii și decorații
A primit Ordinul Polonia Restituta în grad de comandor cu stea (postum, la 12 mai 1947).
Anterior a mai primit Crucea de ofițer a Ordinului Polonia Restituta (la 2 mai 1923) și Crucea din aur de Merit (la 16 ianuarie 1946).
La 7 noiembrie 1936, a primit din partea Academiei poloneze de literatură decorația Wawrzyn Akademicki, acordată anual persoanelor pentru merit în literatură.